# Луганськ (Новосибірська область)
Луганськ (рос. Луганск) — село у Карасуцькому районі Новосибірської області Російської Федерації.
Входить до складу муніципального утворення Студеновська сільрада. Населення становить 101 особа (2010).

## Клімат
Село знаходиться у зоні, котра характеризується кліматом помірних степів. Найтепліший місяць — липень із середньою температурою 22.3 °C (72.1 °F). Найхолодніший місяць — лютий, із середньою температурою -4.1 °С (24.6 °F).
| Клімат Луганська        | Клімат Луганська | Клімат Луганська | Клімат Луганська | Клімат Луганська | Клімат Луганська | Клімат Луганська | Клімат Луганська | Клімат Луганська | Клімат Луганська | Клімат Луганська | Клімат Луганська | Клімат Луганська | Клімат Луганська |
| Показник                | Січ.             | Лют.             | Бер.             | Квіт.            | Трав.            | Черв.            | Лип.             | Серп.            | Вер.             | Жовт.            | Лист.            | Груд.            | Рік              |
| Абсолютний максимум, °C | 12,8             | 17,3             | 23,1             | 31,8             | 36,6             | 39,4             | 40,5             | 42               | 36,8             | 31,2             | 22,8             | 15,6             | 42               |
| Середній максимум, °C   | −1               | −0,4             | 5,7              | 15,6             | 22,2             | 26,4             | 28,7             | 28,1             | 21,8             | 13,9             | 5,3              | 0,1              | 13,9             |
| Середня температура, °C | −4               | −4,1             | 1,4              | 9,7              | 15,8             | 20,1             | 22,3             | 21,2             | 15,3             | 8,6              | 1,8              | −2,7             | 8,8              |
| Середній мінімум, °C    | −6,8             | −7,4             | −2,4             | 4,2              | 9,4              | 13,8             | 16               | 14,5             | 9,4              | 4                | −1,2             | −5,5             | 4                |
| Абсолютний мінімум, °C  | −41,9            | −36,9            | −27,3            | −12,1            | −8,2             | −1,8             | 5,2              | −0,4             | −7,2             | −16,3            | −26,3            | −29,6            | −41,9            |
| Норма опадів, мм        | 36               | 36               | 32               | 33               | 50               | 61               | 63               | 34               | 45               | 35               | 39               | 39               | 503              |
| Днів з дощем            | 10               | 8                | 11               | 14               | 13               | 14               | 12               | 8                | 11               | 11               | 13               | 10               | 135              |
| Днів зі снігом          | 17               | 16               | 10               | 1                | 0,1              | 0                | 0                | 0                | 0,1              | 1                | 7                | 16               | 68               |
| Вологість повітря, %    | 84               | 82               | 77               | 65               | 62               | 62               | 63               | 60               | 67               | 75               | 84               | 85               | 72               |
| ----------------------- | ---------------- | ---------------- | ---------------- | ---------------- | ---------------- | ---------------- | ---------------- | ---------------- | ---------------- | ---------------- | ---------------- | ---------------- | ---------------- |
| Джерело: Weatherbase    |                  |                  |                  |                  |                  |                  |                  |                  |                  |                  |                  |                  |                  |

## Історія
Згідно із законом від 2 червня 2004 року органом місцевого самоврядування є Студеновська сільрада.

## Населення
| 2002 | 2007 | 2010 |
| ---- | ---- | ---- |
| 103  | ↘82  | ↗101 |